# المطهر بن يحيى شرف الدين
المطهر بن يحيى شرف الدين (ولد في 3 يناير 1503 - توفي في 9 نوفمبر 1572) إمام الدولة الزيدية في اليمن من 1547 إلى 1572. اشتهر بقتله للأسرى والرهائن.

## مجيء العثمانيون
كان المطهر أحد أبناء الإمام المتوكل يحيى شرف الدين الذي حكم أجزاء كبيرة من اليمن في ثلاثينات وأربعينات القرن الخامس عشر. منذ السنوات الأولى أظهر مهارات محارب جيد وساعد والده في جمع السلطة على معظم اليمن. سيطر العثمانيون على جنوب اليمن منذ 1539 ولكن ليس بكامل قوتهم. كما اتضح فيما بعد فضل المتوكل ابن آخر وريثا لسلطاته. شعر المطهر بالإحباط مما شجع العثمانيين على توسيع مناطقهم في الجنوب. فقدت الدولة الزيدية مدينة تعز لصالح القوات العثمانية في عام 1547 واستطاع رجال النخبة في الدولة الزيدية مبايعة المطهر بالإمامة وعزل والده الطاعن في السن. ومع ذلك استمر العثمانيون في التوسع بشكل مطرد. سقطت صنعاء التي كانت عاصمة الدولة الزيدية منذ 1517 في 23 أغسطس 1547.

## المقاومة
تمركز المطهر في جبل ثلاء لكي يكون موقفه قويا في المقاومة. لم يكن الإمام غزير العلم الشرعي ولكنه كان ضعيفا ويفتقر إلى بعض المؤهلات الرسمية للإمامة مثل حسن البنية بينما نصت النصوص الشرعية للمذهب الزيدي أن يكون الإمام قائدا عسكريا. في 1552 عقد اتفاقية سلام مع العثمانيين الذين منحوه لقب سنجق بيه واعترفوا بسلطته على مناطق شمال غرب صنعاء. في عام 1566 تسبب سوء تصرف من العثمانيين إلى عدم الرضا بين اليمنيين. تمرد برئاسة المطهر حقق نجاحا كبيرا. بحلول 1568 تراجع العثمانيين إلى المناطق الساحلية. بعث السلطان العثماني سليم الثاني القائد المهيب سنان باشا إلى اليمن مع تعزيزات. تراجع المطهر مرة أخرى في الفترة من 1569 إلى 1570 لكن من دون القدرة على التغلب عليه تماما. في نهاية المطاف عقد سنان باشا هدنة مع المطهر في كوكبان. توفي الإمام بشكل غامض نسبيا عام 1572 بسبب نزول الدم في البول. كانوا أبنائه متحدين واستمروا في السيطرة على مناطق نفوذهم. هزيمة وموت المطهر أدت إلى بداية فترة طويلة من الهيمنة العثمانية على اليمن استمرت حتى القرن السابع عشر.